# Albin Planinc
Albin Planinc (kasneje Planinec), slovenski šahovski velemojster, * 18. april 1944, Briše, † 11. december 2008, Ljubljana.
Planinc ob Milanu Vidmarju, Vasji Pircu in Brunu Parmi spada med štiri najboljše slovenske šahiste vseh časov. Leta 1969 je osvojil prvi Vidmarjev memorial, s čimer si je zagotovil nastop na najprestižnejših turnirjih. Leta 1970 je osvojil turnirja v Varni in Čačku, Leta 1972 je dosegel naslov šahovski velemojster. Leta 1973 si je delil zmago na amsterdamskem turnirju IBM, leta 1974 pa je na 21. šahovski olimpijadi z jugoslovansko reprezentanco osvojil srebrno medaljo. 
Zaradi psihične bolezni je moral že pri petintridesetih letih končati svojo kariero. Že v zadnjih letih aktivne kariere je imel težave s koncentracijo, zato je občasno še dosegel kakšno odmevno posamično zmago, na večjih turnirjih pa se od leta 1974 ni uspel uvrstiti med prvo trojico. Starost je preživel v domu za upokojence v Mengšu, v samoti in umaknjen iz javnosti. Umrl je 11. decembra 2008 star štiriinšestdeset let, pokopan je na ljubljanskih Žalah.

## Življenje in kariera
Planinc se je rodil v revni družini v Brišah, kjer je živel sam z materjo, v najstniških letih se je preselil v Ljubljano. Identiteta njegovega očeta ni znana. Zaposlil se je kot fizični delavec v tovarni Rog. Pri sedmih letih je začel igrati šah, naučil se ga je igrati v šoli, napredoval je s samoučenjem. Šahirati je začel leta 1957 in leta 1961 osvojil tretje mesto na mladinskem prvenstvu Ljubljane. Leta 1962 je dosegel prvi vidnejši uspeh z osvojitvijo slovenskega mladinskega državnega prvaka, na mladinskem prvenstvu Jugoslavije pa je delil tretje in četrto mesto, kar mu je prineslo naslov mojstrskega kandidata. Leta 1964 je osvojil četrto mesto na članskem prvenstvu Slovenije. Kmalu je pričel premagovati uveljavljene jugoslovanske mojstre ter se prebil v državne reprezentance. Leta 1965 je prvič nastopil na jugoslovanskem prvenstvu v Novem Sadu, ker je osvojil sedmo do deveto mesto z desetimi točkami v devetnajstih partijah, kar mu je prineslo naslov jugoslovanski mojster. Kmalu za tem naj bi nevajen alkohola v opitosti povzročil incident, podrobnosti niso znane. Zveza ga je kaznovala prepovedjo udeleževanja tekmovanj, zato se je vrnil k fizičnem delu v Rog. Planinca naj bi ovadila mati kasneje znanega jugoslovanskega velemojstra Draška Velimirovića, ki je bila tudi visoka partijska funkcionarka, da bi se njen sin namesto Planinca uvrstil na nek turnir.
Leta 1967 se je vrnil s četrtim mestom na prvenstvu Slovenije, sledečega leta pa je osvojil naslov slovenskega prvaka. Leta 1969 je dobil priložnost, ko so imeli organizatorji 1. Vidmarjevega memoriala nekaj prostih mest za nastop na turnirju. Na začetku je najprej zaključil delovnik v Rogu, popoldne pa tekmoval. Ko so njegovi nadrejeni izvedeli, da tekmuje na pomembnem šahovskem turnirju, pa so mu dali dopust do konca turnirja. Presenetljivo je na turnirju premagal velemojstre Svetozarja Gligorića, Wolfganga Unzickerja, Florina Gheorghiuja in Roberta Byrna ter osvojil turnir z 10½ točke v petnajstih partijah. V zadnjem krogu prvenstva mu je Gheorghiu že po nekaj potezah ponudil remi, kar bi pomenilo delitev zmage na turnirju z Gligorićem, toda Planinc ga je zavrnil ter dobil partijo in s tem tudi osvojil turnir, ob tem pa tudi naslov mednarodni mojster. S to zmago si je zagotovil pravico do nastopa na najprestižnejših turnirjih po svetu, saj je takoj dobil vabilo za turnirja v Čačku in Skopju istega leta. Tedaj je tudi pustil službo in se posvetil le še šahu. V Skopju je s kar desetimi porazi v petnajstih partijah zasedel predzadnje mesto, v Čačku pa je dva kroga pred koncem vodil, na koncu pa si delil drugo do četrto mesto. Leta 1970 je zmagal na turnirjih v Varni s 10½ točke v štirinajstih partijah, s čimer je osvojil prvo normo za naslov velemojster, in Čačku, kjer si je delil zmago z identičnim rezultatom. Prvič je nastopil tudi v državni reprezentanci, na ekipnem evropskem prvenstvu je kot rezervni igralec odigral štiri partije in dosegel eno točko, reprezentanca pa je bila četrta. Leta 1971 je bil vabljen na svoj prvi večji turnir v tujini v Mar del Plati. Tam je premagal tudi Henriqueja Meckinga in Miguela Najdorfa, skupno pa je bil sedmi z 8½ točke v petnajstih partijah, saj nekajkrat ni sprejel ponujenega remija, nato pa je dvoboj izgubil. Tega leta je tudi drugič in zadnjič osvojil naslov slovenskega prvaka. V Vršcu z devetim mestom ni izstopal, na 5. turnirju Solidarnost v Skopju pa je z desetimi točkami v petnajstih partijah osvojil drugo do tretje mesto za Levom Polugajevskim ter s tem izpolnil še zadnjo normo za naslov velemojster. Leta 1972 je osvojil peto mesto na turnirju v Zagrebu in tretje do peto mesto v Novem Sadu. V Ohridu je odigral dvoboj proti sovjetski reprezentanti, z Aivarsom Gipslisom je dvakrat remiziral, Petrosjan pa ga je dvakrat premagal.
|    | |    |    |    |    |    |    |
|    | \| \| \| \| \| \| \| \| \| \| \| \| \| \| \| \| \| \| \| \| \| \| \| \| \| \| \| \| \| \| \| \| \| \| \| \| \| \| \| \| \| \| \| \| \| \| \| \| \| \| \| \| \| \| \| \| \| \| \| \| \| \| \| \| \| \| \| \| \| \| \| \| |    |    |    |    |    |    |
|    | |    |    |    |    |    |    |
| a8 | b8 | c8 | d8 | e8 | f8 | g8 | h8 |
| a7 | b7 | c7 | d7 | e7 | f7 | g7 | h7 |
| a6 | b6 | c6 | d6 | e6 | f6 | g6 | h6 |
| a5 | b5 | c5 | d5 | e5 | f5 | g5 | h5 |
| a4 | b4 | c4 | d4 | e4 | f4 | g4 | h4 |
| a3 | b3 | c3 | d3 | e3 | f3 | g3 | h3 |
| a2 | b2 | c2 | d2 | e2 | f2 | g2 | h2 |
| a1 | b1 | c1 | d1 | e1 | f1 | g1 | h1 |

| a8 | b8 | c8 | d8 | e8 | f8 | g8 | h8 |
| a7 | b7 | c7 | d7 | e7 | f7 | g7 | h7 |
| a6 | b6 | c6 | d6 | e6 | f6 | g6 | h6 |
| a5 | b5 | c5 | d5 | e5 | f5 | g5 | h5 |
| a4 | b4 | c4 | d4 | e4 | f4 | g4 | h4 |
| a3 | b3 | c3 | d3 | e3 | f3 | g3 | h3 |
| a2 | b2 | c2 | d2 | e2 | f2 | g2 | h2 |
| a1 | b1 | c1 | d1 | e1 | f1 | g1 | h1 |

Leto 1973 je začel z dobrim nastopom na turnirju v Wijk aan Zeeju, kjer je osvojil četrto do peto mesto s 8½ točke v petnajstih partija, na 2. Vidmarjevem memorialu pa je bil le osmi do enajsti. Avgusta si je zmago na velikem turnirju IBM v Amsterdamu delil z Leonom Petrosjanom, osvojila sta 10 točk v petnajstih partijah. Na turnirju so se za njima uvrstili tudi Boris Spaski, Lubomír Kaválek in László Szabó. Sezono je zaključil slabše, na ekipnem evropskem prvenstvu je osvojil tri točke v šestih partijah, v Madridu pa je po dobrem začetku izgubil zadnje štiri partije in s 6½ točke v desetih partijah zasedel deseto mesto. Januarja 1974 je ponovno nastopil v Wijk aan Zeeju in osvojil tretje do peto mesto z devetimi točkami v petnajstih partijah, podobno kot na zadnjem turnirju IBM pa je izgubil z zadnjeuvrščenim na turnirju. V Nici je z jugoslovansko reprezentanco na 21. šahovski olimpijadi osvojil srebrno medaljo. Igral je na četrti deski in imel najboljši rezultat v reprezentanci, devet zmag, pet remijev in en poraz. Najvišji rating je dosegel julija 1974 s 2641 točkami in najvišjo uvrstitev na svetovni lestvici z osemintridesetim mestom. V Amsterdamu in Banja Luki je bil le deseti oziroma dvanajsti, na novoletnem turnirju v Hastingsu sledečega leta pa je bolj kot s šestim mestom izstopal z eno svojih najbolj znanih partij proti Rafaelu Vaganjanu, v kateri je zmagal po žrtvovanju topa in kraljice v triindvajsetih potezah. Od leta 1976 naprej na turnirjih ni več mogel ponoviti uspehov. Porazi so se vrstili, slabšalo pa se je tudi njegovo duševno stanje, verjetno zaradi depresije. Šahovsko kariero je končal leta 1980 z nastopom v drugi državni ligi, zadnji večji turnir pa je leta 1979 odigral na Poljskem v Polanica-Zdróju, posvečenem Akibi Rubinsteinu.
Po psihičnem zlomu je nekaj časa preživel v psihiatrični kliniki Ljubljana. Skupaj z materjo, na katero je bil vseskozi zelo navezan, se je naselil v stanovanju, pridobljenim s pomočjo šahovske zveze. V nadaljevanju je živel v revščini od socialne pomoči, izločen in socialno nefunkcionalen. Po administrativni napaki leta 1993 so njegov priimek spremenili v Planinec. Tako je tudi ostalo, ker ni ugovarjal. Ko je bila v psihiatrično kliniko sprejeta mati, je za krajši čas dobil skrbništvo nad njo, toda ko je bil sprejet tudi sam, so mu skrbništvo odvzeli. Leta 2005 je bila mati sprejeta v dom za ostarele, za njo pa tudi sam, čeprav ni izpolnjeval starostnih pogojev. Socialna služba je namreč ugotovila, da je najbolje, če ostaneta skupaj. Starost je tako preživel v domu za upokojence v Mengšu, v samoti in umaknjen iz javnosti. Umrl je 11. decembra 2008 star štiriinšestdeset let in nekaj mesecev po smrti svoje matere, pet dni kasneje je bil pokopan na ljubljanskih Žalah. Novica o njegovi smrti je bila javno objavljena šele s skoraj dvotedenskim zamikom. Slovenska šahovska zveza ni njegovemu spominu počastila niti z osmrtnico, spomenik so mu postavili na svoje stroške prijatelji.
Jan Cvitkovič je po scenariju Mitje Čandra režiral dokumentarni film o njegovem življenju z naslovom Totalni Gambit, ki je bil premierno predstavljen na RTV Slovenija 16. novembra 2010.

## Pregled turnirjev
| Leto | Prizorišče          | Turnir                      | Izid   | Mesto |
| ---- | ------------------- | --------------------------- | ------ | ----- |
| 1965 | Novi Sad            | 20. jugoslovansko prvenstvo | 10/19  | 7/9   |
| 1968 | Čateške Toplice     | 23. jugoslovansko prvenstvo | 8½/15  | švic. |
| 1969 | Novi Travnik        | 24. jugoslovansko prvenstvo | 10½/20 | 10    |
| 1969 | Ljubljana           | 1. Vidmarjev memorial       | 10½/15 | 1     |
| 1969 | Čačak               |                             | 8/12   | 2/4   |
| 1970 | Sarajevo            |                             | 8½/15  | 5/6   |
| 1970 | Varna               |                             | 10½/14 | 1     |
| 1970 | Sombor              | Parcetićev memorial         | 10/15  | 4     |
| 1970 | Čačak               |                             | 10½/14 | 1/2   |
| 1971 | Mar del Plata       |                             | 8½/15  | 7     |
| 1971 | Vršac               | Kostićev memorial           | 8/15   | 9     |
| 1971 | Skopje              | 5. Solidarnost              | 10/15  | 2/3   |
| 1972 | Umag                | 27. jugoslovansko prvenstvo | 10½/19 | 7/8   |
| 1972 | Zagreb              | Kostićev memorial           | 7½/13  | 5     |
| 1972 | Novi Sad            |                             | 9½/15  | 3/5   |
| 1973 | Wijk aan Zee        | Hoogovens                   | 8½/15  | 4/5   |
| 1973 | Ljubljana, Portorož | 2. Vidmarjev memorial       | 9/17   | 8/11  |
| 1973 | Amsterdam           | IBM                         | 10/15  | 1/2   |
| 1973 | Madrid              |                             | 6½/15  | 10    |
| 1974 | Wijk aan Zee        | Hoogovens                   | 9/15   | 3/5   |
| 1974 | Nica                | 21. šahovska olimpijada     | 6½/8   | 2     |
| 1974 | Amsterdam           | IBM                         | 7/15   | 10    |
| 1974 | Hastings            | 74-75                       | 9/15   | 6     |
| 1975 | Novi Sad            | 30. jugoslovansko prvenstvo | 9½/19  | 12    |
| 1975 | Rovinj, Zagreb      |                             | 5/13   | 12    |
| 1975 | Ljubljana, Portorož | 3. Vidmarjev memorial       | 6½/15  | 11    |
| 1975 | Vršac               | Kostićev memorial           | 7/13   | 6     |
| 1975 | Moskva              | Alehinov memorial           | 5/15   | 14    |
| 1976 | Majdanpek           | 30. jugoslovansko prvenstvo | 5½/13  | 12/13 |
| 1976 | Banja Luka          |                             | 5/13   | 15    |
| 1977 | Maribor             |                             | 7/13   | 7/8   |
| 1977 | Zagreb              | 32. jugoslovansko prvenstvo | 7/13   | švic. |
| 1977 | Ljubljana, Portorož | 4. Vidmarjev memorial       | 5½/13  | 8/10  |
| 1978 | Beograd             | 33. jugoslovansko prvenstvo | 7/17   | 14/17 |
| 1979 | Bjelovar            | 34. jugoslovansko prvenstvo | 6½/13  | švic. |
| 1979 | Polanica-Zdrój      | Rubinsteinov memorial       | 6/15   | 12    |
| Vir: |                     |                             |        |       |